# Susanne Gunnarsson
Susanne Gunnarsson (n. 8 septembrie 1963, Katrineholm, Södermanlands län, Suedia) este o caiacistă ce a reprezentat Suedia, medaliată olimpică. A participat la 4 ediții ale Jocurilor Olimpice (1984, 1988, 1992, 1996) în care a câștigat o medalie de aur și două medalii de argint.